# Alan Chalmers
Francis Alan Chalmers (Bristol, 1939) is een Brits professor in de filosofie, die een  deel van zijn leven in Australië heeft doorgebracht. Hij hield zich in het bijzonder bezig met de historische ontwikkeling van de natuurwetenschappen en filosofische grondslagen van de wetenschap.
Alan Chalmers studeerde natuurkunde. Hij behaalde zijn baccalaureaat aan de Universiteit van Bristol, zijn master aan de Universiteit van Manchester en zijn doctoraat aan de Universiteit van Londen. Zijn proefschrift had als onderwerp de elektromagnetische theorie van James Clerk Maxwell. In 1971 aanvaardde hij een benoeming aan de Universiteit van Sydney, waar hij vervolgens een aantal jaren werkzaam was.
Hij publiceerde talrijke artikelen op het gebied van de wetenschapsfilosofie, waarvan hij de belangrijkste kernboodschappen in twee boeken samenvatte. Zijn centrale thema is de zoektocht naar een filosofische basis die wetenschapsbeoefening kan onderscheiden van de diverse vormen van pseudowetenschap.
- Manieren van de wetenschap. Inleiding tot de filosofie van de wetenschap
- Grenzen aan de wetenschap

In het eerste werk beschouwt en verwerpt Chalmers het naïeve inductivisme en de falsificeerbaarheid als ontoereikende fundamenten van de wetenschap. In zijn tweede boek verwerpt hij zowel het kritisch rationalisme van Karl Popper als ook het relativisme van Paul Feyerabend als geschikte kandidaten voor een axiomatisering van de wetenschap; het kritisch rationalisme omdat het te star zou zijn en omdat het in tegenspraak zou zijn met de historische ontwikkeling van de wetenschap; het relativisme omdat dit ruimte laat voor pseudowetenschap. Als alternatief stelt Chalmers voor om wetenschap te definiëren aan de hand van haar doel, een uniforme beschrijving van de wereld te definiëren, en haar succes daaraan te meten in hoeverre de wetenschap aan dit doel weet te voldoen.

## Boeken
- (en)  The Scientist's Atom and the Philosopher's Stone - How Science Succeeded and Philosophy Failed to Gain Knowledge of Atoms, Springer, 2009, blz. 288+xii.
- (en)  What Is This Thing Called Science? (Wat heet wetenschap), University of Queensland Press, Open University press, 3e herziene editie, Hackett, 1999.
- (en)  Science and Its Fabrication, Open University Press and University of Minnesota Press, 1990, blz. 142+xii. (vertaald in het Frans, Duits, Nederlands, Spaans, Koreaans, Portugees en Chinees)

## Voetnoten
1. ↑  Alan Chalmers, (BSc Bristol, MSc Manchester, PhD London)[dode link]